# Stožár
Stožár je solitérní svislé technické zařízení respektive osamělá kolmá stavba obvykle přísně speciálního účelu, která umožňuje umístění nějakého předmětu nebo zařízení do větší výšky nad zemský povrch. Jedná se dost často o vysoký štíhlý (zpravidla kovový) nosník kruhového průřezu.
Venkovní sloupy v běžné mluvě velmi často (a ne vždy zcela přesně či zcela správně) splývají s termínem stožár. Od běžného sloupu se ale stožár liší především tím, že bývá umístěn téměř výhradně ve venkovním prostředí mimo interiér budov a oproti sloupu mívá i menší nosnost – obecně je oproti sloupu štíhlejší a méně hmotný, nejedná se nikdy o stavební nosník respektive nosný sloup, který by byl součástí nějaké větší stavby.
Stožár může a nemusí být pevně zapuštěn do podkladové plochy, v případě, že není zapuštěn musí být vhodně fixován nejlépe masivní stabilizační trojnožkou. Pro stožáry se využívá obvykle jeden ze dvou typů konstrukce – příhradové konstrukce, nebo jednodříkové rourové konstrukce. 

## Konstrukce

### Příhradové stožáry

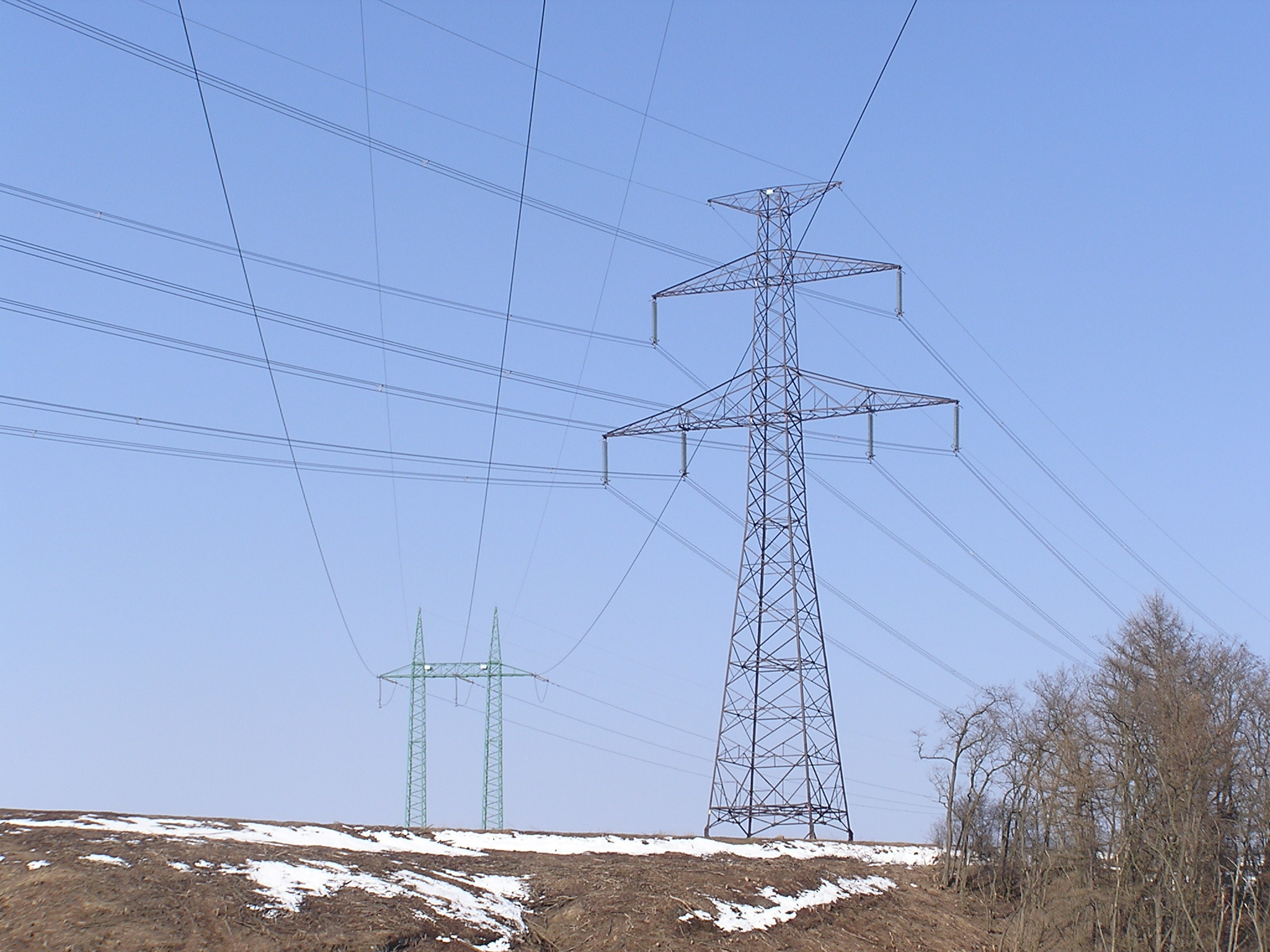
Stožáry velmi vysokého napětí

Příhradové stožáry jsou navrženy šroubované, převážně z kovových úhelníků, spoje jednotlivých dílů jsou provedeny vysokopevnostními šrouby. Příhradové stožáry slouží k nesení nadzemních elektrických vedení či antén telekomunikačních služeb.

### Rourové stožáry
Rourové stožáry jsou navrženy z dílů vyrobených ze svařovaných rour velkého průměru. Standardními součástmi stožárů jsou žebříky, vnitřní kabelová vedení a technologické plošiny ve vrcholové části stožáru.

## Typy

### Vlajkové stožáry
Jedno z nejběžnějších použití stožárů je pro vztyčování vlajky – vlajkový stožár nebo také žerď. Tento stožár bývá doplněn o systém vodících kladek a lankem s očky, které umožňuje vztyčování a snímání vlajky.

### Anténní stožáry
Jiné běžné využití stožárů spočívá  ve funkci anténních nosníků např. v zařízeních telekomunikačních služeb – telekomunikační stožár. Tyto telekomunikační stožáry nemusí být umístěny pouze na zemském povrchu. Mohou být umístěny např. na střechách vysokých budov nebo na palubách větších lodí s tím, že stožár na plachetní lodi nesoucí plachtoví se nazývá stěžeň. Telekomunikační stožáry jsou často stavěny jako víceúčelové věže, kdy stavba slouží zároveň jako rozhledna.

### Osvětlovací stožáry
Jedná se zpravidla o vysoký štíhlý nosník nesoucí osvětlovací prvky pro plošné osvětlení většího prostranství např. na nádraží, nebo na sportovním stadionu apod. Dělíme na:
- Stupňovité - bezpaticové
- Stupňovité - paticové
- Stožáry k přechodům
- Kuželové stožáry
- Jehlanové stožáry
- Dekorativní stožáry
- Železniční stožáry
- Signalizační stožáry
- Kamerové stožáry
- Sklopné stožáry
- Designové stožáry
- Vlajkové stožáry
- Atypické stožáry

### Stožáry trolejového vedení

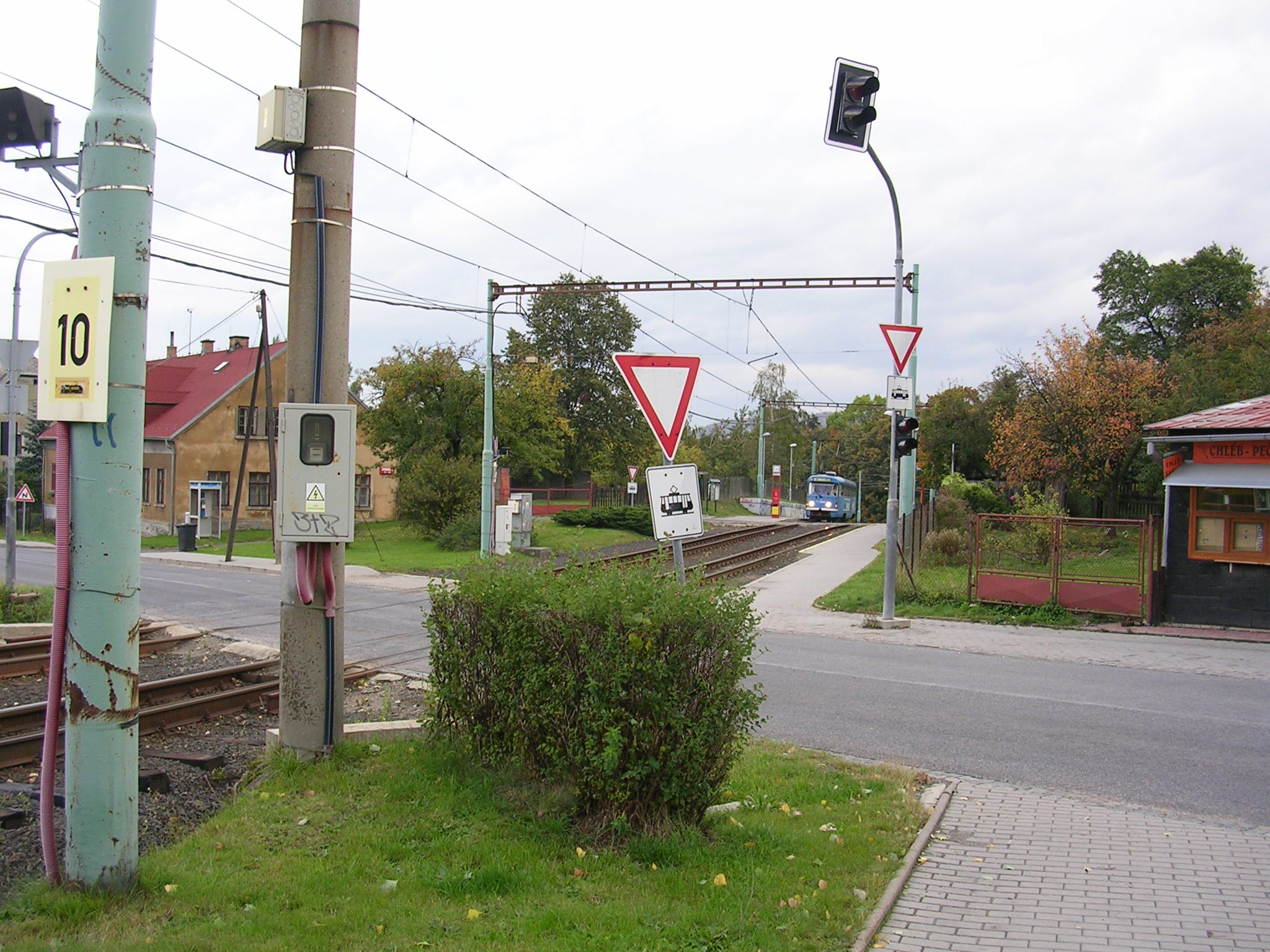
Stožáry

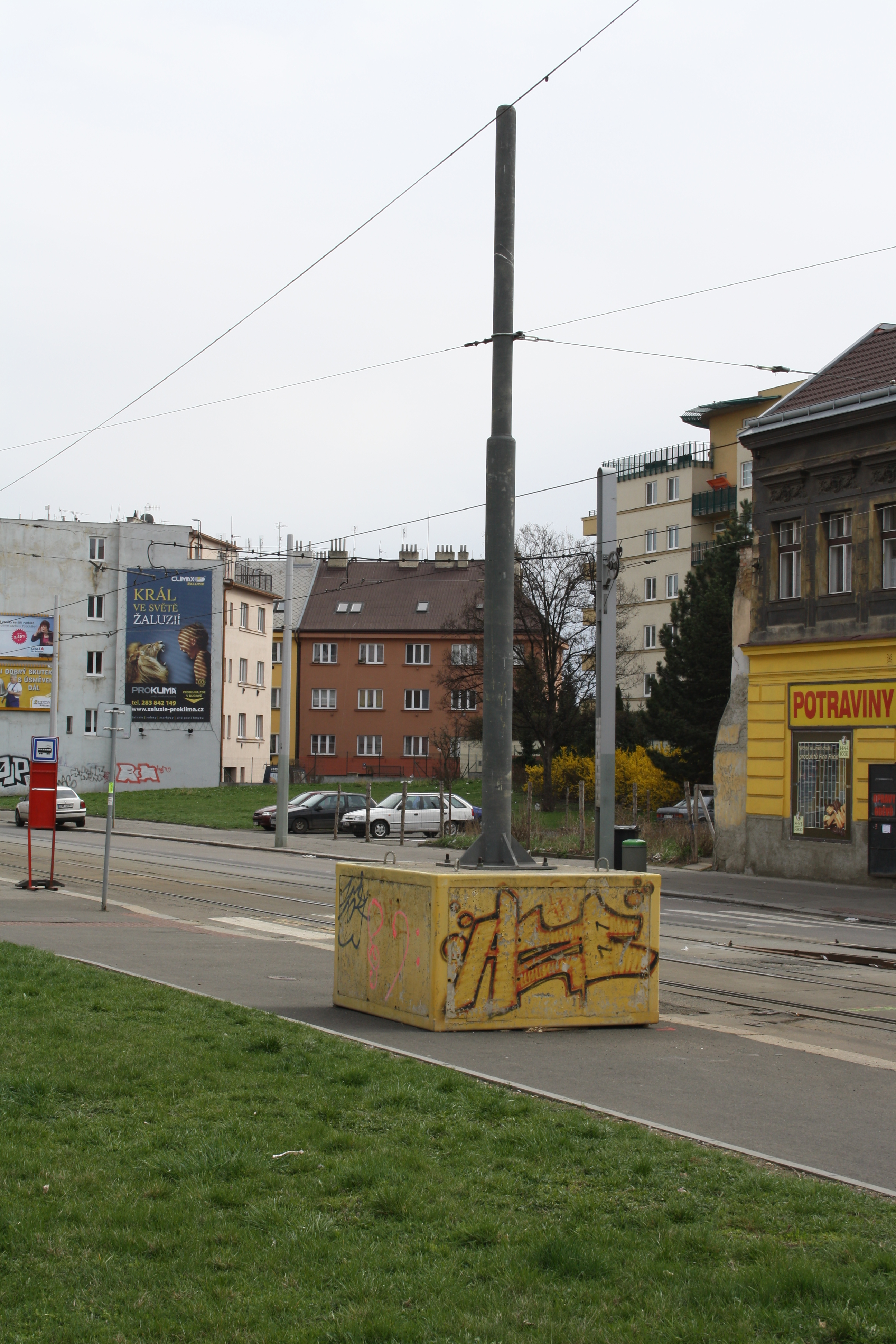
Mobilní stožár pro upevnění tramvajové troleje, použitý při rekonstrukci trati v Zenklově ulici (Praha), duben 2012

Slouží pro zavěšení trolejového vedení na elektrifikovaných drahách (železnice, tramvaj, trolejbus). Na železnici jde často o takzvané příhradové stožáry. U tramvajových a trolejbusových vrchních vedení může být trolejový drát upevněn na převěsu (laně nataženém mezi stožáry nebo na výložníku (vodorovné trubkové konstrukci). Dosud je běžné používat pro zavěšení troleje také stožáry veřejného osvětlení. Některé stožáry nesou mimo troleje také napájecí kabel nebo jsou přizpůsobeny pro napínání troleje. Mají kladku a vedení pro zavěšení napínacího závaží. Existuje mobilní stožár, používaný při opravách trolejového vedení. Stožár běžné velikosti je připevněn do několikatunového betonového bloku. Při opravě jediného stožáru tak není nutné vyřadit z provozu celou trať.